# لئونارد ان. باستن
لئونارد ان. باستن (انگلیسی: Leonard N. Boston؛ ‏ ۱۸ مارس ۱۸۷۱ – ۹ ژوئیهٔ ۱۹۳۱) پزشک اهل ایالات متحده آمریکا بود که بابت توصیف نشانه باستن شناخته می‌شود. وی مدرک دکترای پزشکی خود را در سال ۱۸۹۶ دریافت کرد و از سال ۱۹۱۹ دانشیار دانشگاه پنسیلوانیا و از سال ۱۹۲۸ استادتمام این دانشگاه بود. وی در سال ۱۹۳۱ در اثر ابتلا به باد سرخ درگذشت.